# ディキシー
ディキシー（英語: Dixie）は、アメリカ合衆国南部諸州の通称。ディキシーランド（Dixieland）とも呼ばれる。

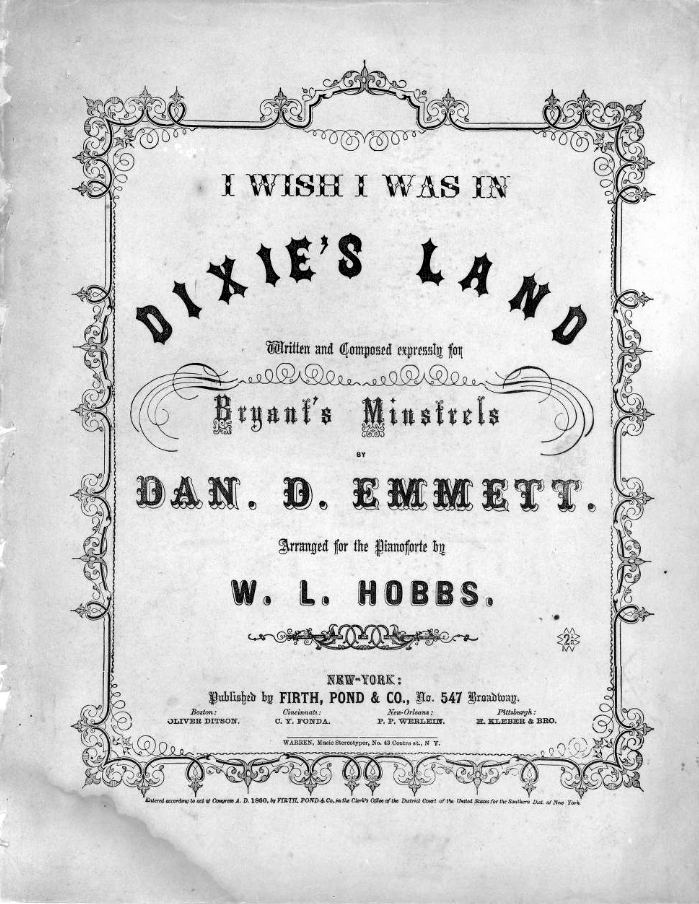
「ディキシー」の楽譜の表紙

1859年、ダニエル・エメット（Daniel D. Emmett）が発表した「Dixie」（または「I Wish I Was in Dixie」「Dixie's Land」とも）という歌が南北戦争時にアメリカ連合国軍の行進歌として使われたことにより、ディキシーという呼び名が広まった。南部人のことを「レベル」とも呼ぶ。逆に北東部地域あるいは北東部地域に住むアメリカ人は「ヤンキー」と呼ばれる。

赤色で示した地域は、現代で「ディキシー」と定義されている
地図上の赤色が薄くなるにつれてディキシーと定義される頻度が低くなる

## 歴史

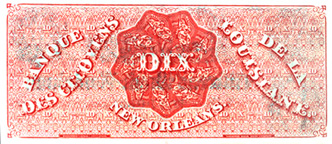
ルイジアナ市民銀行が発行していた「Dix」の文字が印刷された10ドル紙幣

『オックスフォード英語辞典』では語源不詳としている。『A Dictionary of Americanisms on Historical Principles』（Mitford M. Mathews著、1951年）によれば、以下の2つ説が一般に通用しているという。
1. ペンシルベニア植民地とメリーランド植民地との境界線を確定するメイソン＝ディクソン線を測量したジェレマイア・ディクソン（Jeremiah Dixon）の名に由来するという説。メイソン＝ディクソン線は南部の北限である。
2. ルイジアナ州にあったフランス系住民向けの銀行「ルイジアナ市民銀行（Banque des citoyens de la Louisiane）」が発行していた紙幣に由来するという説。この銀行は10ドル札を発券していたが、フランス語で10を意味する「Dix」が裏面に書かれていた（この紙幣は現在、貨幣コレクターの市場では人気があり、高値で取引されている）。南部人の英語話者は、この紙幣を「ディキシーズ（Dixies）」の愛称で呼んでいたため、ニューオーリンズ付近やケイジャンが多いルイジアナ州の一部を「ディキシーランド」と呼び、最終的には南部全体がそう呼ばれるようになった、というもの。

この他に、マンハッタンにいた奴隷主の「ディキシー氏（Mr.Dixy）」という人物に由来するという説もある。ニューヨーク州では1827年まで奴隷制は合法であったが、ディキシー氏は支配下の奴隷に寛大かつ親切であったため、「ディキシーの土地」は物質的快楽が豊かな理想郷として当時有名であったというものである。
ディキシーの住民の特徴としては、政治家では ロナルド・レーガン、ジョージ・W・ブッシュ、ドナルド・トランプらを支持してきた。
- 妊娠中絶や同性愛・LGBTに反対している。
- 宗教的にはキリスト教右派やキリスト教原理主義が多い[4]。信心深く、毎週日曜日に教会に行く者や、創造説を信じる者もいる。
- 銃に執着が強く、自分でも銃を持ち、銃規制には断固反対している。
- 音楽の嗜好はカントリー・ミュージック[5]やブルーグラス、もしくはヘヴィ・メタル[6]などを好む。
- テレビではFOXニュース、有料のケーブル・ラジオではラッシュ・リンボー[7]らの討論バラエティ番組を見る、などがある。

## 関連楽曲
「ディキシー」（または「I Wish I Was in Dixie」「Dixie's Land」とも）という曲は南部を歌った大衆歌謡で、もとは北部人の作曲家ダニエル・エメットが1859年に作ったもので、ブラックフェイス（顔を黒く塗って黒人に扮した白人芸人）が出演するニューヨークのミンストレル・ショーで披露した。この曲は非常に人気を博し、直後に起こった南北戦争で南部の非公式な軍歌となったほどであった。南部軍の歌だったこととミンストレル・ショー起源ということで、この曲はオールドサウスを強く連想させることとなる。
アメリカン・パトロールの一部に取り入れられている。